# Société ivoirienne de construction et de gestion immobilière
La Société ivoirienne de construction et de gestion immobilière (ou SICOGI) est une entreprise immobilière créée le 22 mars 1962 par l’État de Côte d'Ivoire. Elle a la forme juridique de Société anonyme à participation financière publique majoritaire avec conseil d'administration et ayant un capital social de 4 566 200 000 FCFA
Elle entreprend des opérations à caractère immobilier pour son propre compte, mais également pour le compte de particuliers ou de l’État, d'entreprises privées ou d'établissements publics et participe à des études et diverses réalisations dans les domaines de l’urbanisme et de l’habitat en privilégiant la réalisation de logements sociaux. Les critères de sélection sont purement aléatoires.

## Historique
La Société ivoirienne de construction et de gestion immobilière est créée par l’État de Côte d’Ivoire le 22 mars 1962. Elle est née de la fusion de la Société immobilière des habitats à bon marché de Côte d’Ivoire (SIHCI), fondée  par la Caisse de la France d’Outre-Mer, et de la Société d’urbanisme et de constructions de Côte d’Ivoire (SUCCI), créée indirectement par la Caisse des dépôts et consignations c'est-à-dire par le même groupe financier français.

## Évolution
Depuis sa création jusqu’en 1980, la SICOGI consacre plus de 80 % de sa production aux logements économiques destinés à être loués. Ce programme se réaliser avec un appui soutenu de l'État pour la production des terrains urbains aménagés et un soutien de divers partenaires financiers : la Caisse autonome d'amortissement, Crédit Côte d'Ivoire, la Banque Nationale pour l'épargne et le Crédit, la Caisse Nationale de Prévoyance Sociale, la CCCE, l'Agence Française de Développement et l'US-AID.
La Sicogi peut ainsi produire 36 000 logements d'un coût total estimé à 54 milliards de franc CFA.
le  désengagement de l’État et des bailleurs de fonds institutionnels en 1980 amène la Sicogi à s'appuyer sur les banques commerciales locales et à s'orienter vers la production de logements économiques destinés cette fois à l'accession directe à la propriété.

## Organisation
La Sicogi est administrée par un conseil d’administration composé de douze membres qui élisent un président au sein dudit conseil. Celui-ci nomme en outre un directeur général.
L’organisation actuelle[Quand ?] de la Sicogi s'articule autour de cinq directions (la Direction Technique, la Direction commerciale et marketing, la Direction de l'exploitation, la Direction des affaires financières, la Direction des ressources humaines), des services rattachés (le Service juridique, le Service des moyens informatiques et de la méthode, le Service audit interne, le Service contrôle de gestion) et la Cellule communication.